# (195513) 2002 HY7
(195513) 2002 HY7 es un asteroide perteneciente al cinturón de asteroides, región del sistema solar que se encuentra entre las órbitas de Marte y Júpiter.
Fue descubierto el 20 de abril de 2002 por el equipo del proyecto Spacewatch desde el observatorio Nacional de Kitt Peak.

## Designación y nombre
Designado provisionalmente como 2002 HY7.

## Características orbitales
(195513) 2002 HY7 está situado a una distancia media del Sol de 2,641 ua, pudiendo alejarse hasta 2,701 ua y acercarse hasta 2,581 ua. Su excentricidad es 0,023 y la inclinación orbital 1,972 grados. Emplea 1567,70 días en completar una órbita alrededor del Sol.

## Características físicas
La magnitud absoluta de (195513) 2002 HY7  es 16,13.